# 交叉參照
交叉參照法（英語：Read-across）主要利用「相似」化學物質現有數據資料，以填補目標化學物質資料缺口。進行交叉參照的第一步為根據化學物質的相似程度進行分組分類（grouping）。結構相似性為在REACH架構下進行交叉參分組分類的最基本要求，而此結構相似性可取決於下列主要因素：
1. 相同的官能基；
2. 相同的前驅物或是代謝產物，具有相似的代謝途徑；
3. 在分組內可決定化學物質特性強弱的既有因素，如物化特性，logKow等[1]。

根據前述結構相似性特徵對化學物質進行分組分類，與目標化學物質歸為同一分組的其他參考化學物質可統稱為該目標化學物質的源頭近似物（source analogue）。
交叉參照的方法可再細分為類似物比對法（Analogue approach）與群組比對法（Category approach）。

#### 類似物比對法
類似物比對法係指利用一與目標化學物質結構近似的類似物，以填補目標化學物質的資料缺口。

#### 群組比對法
群組比對法係指在根據結構相似的分組分類內，利用多個源頭化學物質以填補目標化學物質資料缺口的方法。